# Jessica Williams

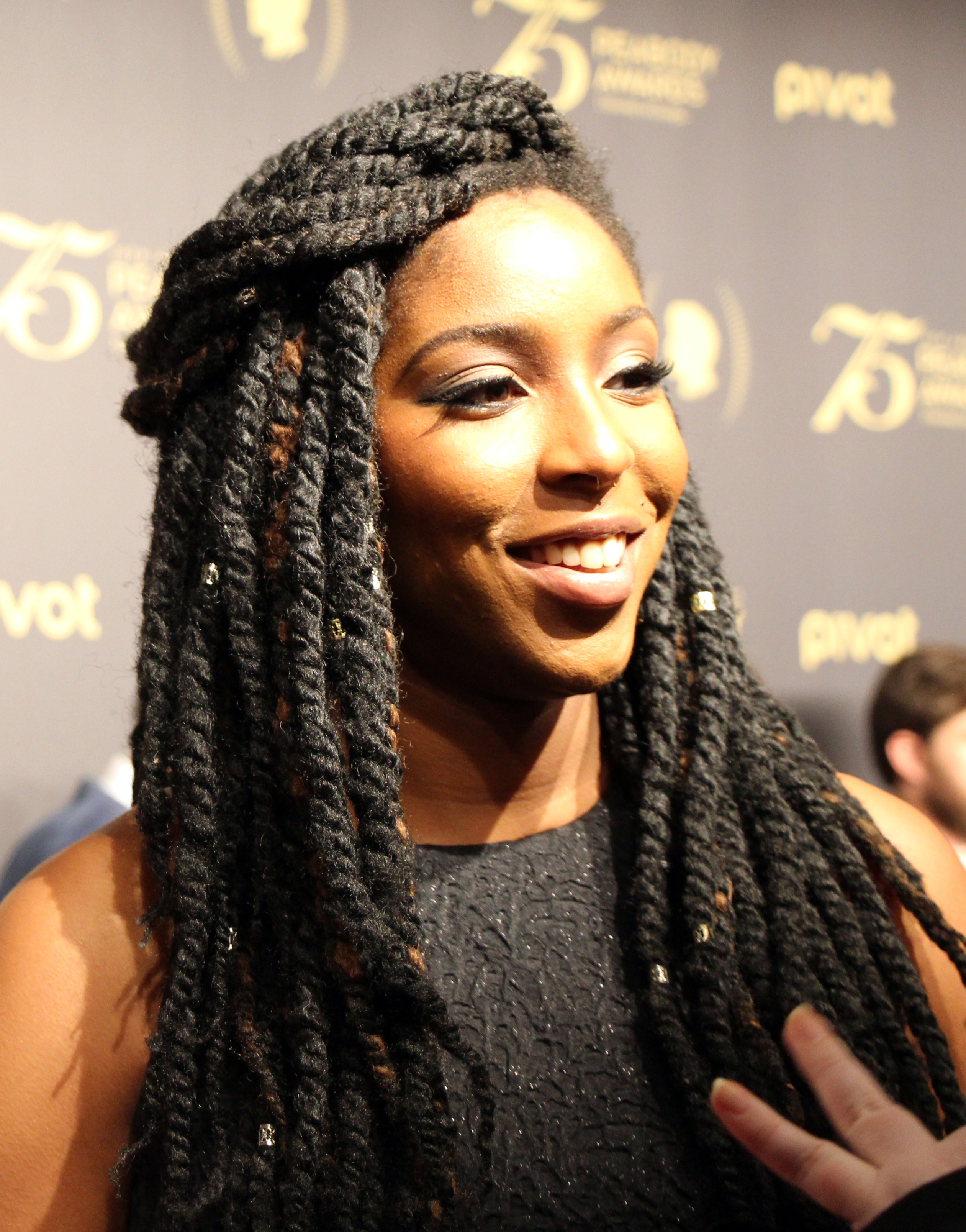
Jessica Williams in 2016

Jessica Renee Williams (31 juli 1989) is een Amerikaanse actrice en cabaretière. Ze trad in 2012 in dienst als correspondent bij The Daily Show.

## Leven en loopbaan
Williams maakte in 2006 haar televisiedebuut bij de Nickelodeon-serie Just for Kicks. Ze maakte haar debuut bij The Daily Show op 11 januari 2012. Williams is een vaak optredende speler in het Upright Citizens Brigade Theater in Los Angeles.
In 2018 verscheen Williams als professor Eulalie "Lally" Hicks in de film Fantastic Beasts: The Crimes of Grindelwald in een korte rol. Later in 2022 verscheen Williams in dezelfde rol in de film Fantastic Beasts: The Secrets of Dumbledore in een grotere rol.

## Filmografie

### Films
| Jaar | Titel                                       | Rol               | Opmerkingen               |
| ---- | ------------------------------------------- | ----------------- | ------------------------- |
| 2011 | Crying in Public                            | Coffee Shop Crier | korte film                |
| 2013 | Delivery Man                                | Tanya             |                           |
| 2015 | People Places Things                        | Kat               |                           |
| 2015 | Hot Tub Time Machine 2                      | Zichzelf          | Cameo                     |
| 2015 | Tap Shoes & Violins                         | Charlie           | korte film                |
| 2017 | The Incredible Jessica James                | Jessica James     | Alsook executive producer |
| 2018 | Fantastic Beasts: The Crimes of Grindelwald | Lally Hicks       |                           |
| 2019 | Corporate Animals                           | Jess              |                           |
| 2019 | Booksmart                                   | Miss Fine         |                           |
| 2020 | Omniboat: A Fast Boat Fantasia              | TBA               |                           |
| 2022 | Fantastic Beasts: The Secrets of Dumbledore | Lally Hicks       |                           |
| 2024 | Road House                                  | Frankie           |                           |

### Televisie
| Jaar         | Titel             | Rol                      | Opmerkingen                          |
| ------------ | ----------------- | ------------------------ | ------------------------------------ |
| 2006         | Just for Kicks    | Vida Atwood              | 13 afleveringen                      |
| 2012–2016    | The Daily Show    | Zichzelf (correspondent) | 141 afleveringen                     |
| 2014         | Girls             | Karen                    | 4 afleveringen                       |
| 2018         | 2 Dope Queens     | Zichzelf                 | Aflevering: "All"                    |
| 2019         | The Twilight Zone | Rei Tanaka               | Aflevering: "Six Degrees of Freedom" |
| 2021         | I Heart Arlo      | Elena                    | stemrol                              |
| 2021         | Love Life         | Mia Hines                | hoofdrol                             |
| 2022         | Entergalactic     | Meadow Watson            | Voice role, television film          |
| 2023-present | Shrinking         | Gaby                     | hoofdrol                             |

### Podcast
| Jaar      | Titel         | Rol                | Opmerkingen                                         |
| --------- | ------------- | ------------------ | --------------------------------------------------- |
| 2016–2018 | 2 Dope Queens | Zichzelf (co host) | Alsook mede bedenker, schrijver, executive producer |